# Răucești
Răucești est une commune roumaine du județ de Neamț, dans la région historique de Moldavie et dans la région de développement du Nord-Est.

## Géographie
La commune de Răucești est située dans le nord du județ, sur le Plateau moldave, à 6 km au nord-est de Târgu Neamț et à 50 km au nord de Piatra Neamț, le chef-lieu du județ.
La municipalité est composée des quatre villages suivants (population en 1992) :
- Oglinzi (3 391) ;
- Răucești (3 151), siège de la municipalité ;
- Săvești ;
- Ungheni (571).

## Politique
Le Conseil Municipal de Răucești compte 15 sièges de conseillers municipaux. À l'issue des élections municipales de juin 2008, Ilie Apostae (PD-L) a été élu maire de la commune.
| Parti                          | Nombre de conseillers |
| ------------------------------ | --------------------- |
| Parti démocrate-libéral (PD-L) | 9                     |
| Parti national libéral (PNL)   | 4                     |
| Parti social-démocrate (PSD)   | 2                     |

## Religions
En 2002, la composition religieuse de la commune était la suivante :
- Chrétiens orthodoxes, 74,53 %.

## Démographie
En 2002, la commune comptait 8 231 Roumains (99,61 %). On comptait à cette date 2 766 ménages et 2 578 logements.
| 1992  | 2002  | 2007  |
| ----- | ----- | ----- |
| 8 205 | 8 263 | 8 611 |

## Économie
L'économie de la commune repose sur l'agriculture, l'élevage et la confection de vêtements (bonneterie, vêtements en caoutchouc). Une petite station thermale existe dans le village d'Oglinzi.

## Lieux et monuments
- Răucești, église de la Dormition de la Vierge (Adormirea Maicii Domnului).